# Иваньково (Дубна)
Ива́ньково — бывшая деревня в Кимрском районе Калининской области. После строительства канала Москва-Волга, в ходе индустриализации, на её базе вырос рабочий посёлок (с 10 октября 1937 года по 22 мая 1958 года). Город областного подчинения (с 20 февраля 1958 года по 13 декабря 1960 года) Московской области. 13 декабря 1960 года Иваньково и Дубна объединены в один город Дубна.
По населённому пункту названы Иваньковское водохранилище и Иваньковская ГЭС.

## История
Деревня Иванкова Кимрского уезда Тверской губернии существовала на правом берегу Волги. Так деревня упоминается в картах Шуберта 1825 — 1840 годов.

### Строительство канала Москва-Волга. Посёлок Большая Волга
В 1934 году, при строительстве канала имени Москвы деревня Иваньково, находящаяся на правом берегу реки Волги, была перенесена ниже по течению на новое место и получила название «Ново-Иваньково» (поздней вошла в состав посёлка Дубно/Дубна).
Строительство канала осуществлялось заключёнными. Для этих целей был создан Дмитлаг. Управление находилось в Дмитрове, а бараки с заключёнными вдоль канала.
В 1937 году на обоих берегах  Волги рядом с Иваньковской ГЭС и шлюза № 1 канала имени Москвы был образован рабочий посёлок Иваньково Кимрского района Калининской (Тверской) области.
10 октября 1937 года Всероссийский Центральный Исполнительный Комитет под председательством М. И. Калинина принимает постановление об отнесении к числу рабочих поселков населенного пункта, возникшего на месте бывшей деревни Иваньково. В постановлении сказано: «Отнести к категории рабочих поселков населенный пункт Иваньково при Волжских гидросооружениях Кимрского района Калининской области, сохранив за поселком его прежнее наименование. Включить в черту рабочего поселка Иваньково территорию при Волжских гидросооружениях, Пекуновского винокуренного завода, строительства завода № 30 и селений Подберезье и Крева с их сельскохозяйственными землями».
Определённая путаница в названиях сохраняется всё время существования посёлка Иваньково. Левобережную часть посёлка Иваньково в целом ряде официальных документов называют посёлком Подберезье.
После завершения строительства 31 января 1938 года Управление эксплуатации канала Москва — Волга было передано в подчинение Наркомвода, а Дмитлаг был реорганизован в Отдельный Дмитровский район ГУЛАГа. Бывшая инфраструктура Дмитлага на Волге вошла в Волжский участок, в дальнейшем известный как посёлок Большая Волга. В том же году район был преобразован в ИТЛ Дмитровского механического завода, просуществовавший до 1940 года.
Учитывая, что официально железнодорожная станция Большая Волга была передана в Московскую железную дорогу в 1940 году, то вероятно станция и посёлок Большая Волга при ней числились в ИТЛ Дмитровского механического завода.

### Дубненский авиационный завод
На левом берегу Волги  на территории посёлка в 1939 году начал действовать  авиационный завод (филиал Савёловского авиационного завода). Руководил его строительством  Ястребилов Ефим Тарасович.   За время своего существования завод носил следующие названия:
- 10.07.1939 — 26.05.1940 — филиал авиазавода № 30 (головное предприятие — в посёлке Савёлово Кимрского района Калининской области);
- 26.05.1940 — 10.05.1942 — авиазавод № 30 («тридцатка») (с 11.11.1941 г. в эвакуации в г. Омске, в конце 1941 г. оборудование и персонал переданы авиазаводу № 25, и для формирования новых авиазаводов № 23 (Фили) и № 30 (Москва));
- 10.05.1942 — 19.04.1946 — опытный завод № 458 морского самолётостроения (заново организованный на пустующих площадях), на котором выпускали гидросамолёты;
- 19.04.1946 — 2.06.1953 — опытный завод № 1 Министерства авиационной промышленности СССР, на котором разрабатывались и испытывались реактивные самолёты при участии немецких конструкторов и лётчиков-испытателей;
- 02.06.1953 — 30.04.1966 — завод № 256 по производству крылатых ракет;
- 30.04.1966 — 19.06.1972 — Дубненский машиностроительный завод;
- 19.06.1972 — 12.05.1982 — Дубненское производственно-конструкторское объединение «Радуга» (с сентября 1978 года — Дубненское производственное объединение «Радуга»);
- 12.05.1982 — 1994 — Дубненский машиностроительный завод;
- с 2018 года по настоящее время — АО «Дубненский машиностроительный завод им. Н. П. Фёдорова»;

### Война
В ноябре 1941 года, когда создалась угроза захвата немцами территории посёлка, силами  сапёрных частей (114-й ОМИБ и спецвзвод №17) под общим командованием старшего помощника Начальника 2-го отдела Инженерного Управления Западного фронта майора Ивана Васильевича Волкова были подготовлены к взрыву  Волжская (Иваньковская) плотина и другие важные объекты.
В мае-июне 1943 года, после проведения авиацией Великобритании операции Chastise (англ. chastise «наказание», «порка»), в ходе которой  удалось разрушить плотины в Рурской области Германии, оборона Волжской плотины  была существенно усилена зенитным вооружением и противоторпедными сетями.
С конца 1943 года по май 1944 года в  левобережной части Иваньково дислоцировался 1-й отдельный женский запасной стрелковый полк. Командир полка Озол Карл Иванович. В 1944-45 г.г. в посёлке действовали окружные курсы младших лейтенантов Московского военного округа (начальник курсов - полковник Васильев Николай Васильевич) и  курсы усовершенствования офицеров пехоты (начальник курсов - генерал-майор Чернюгов Спиридон Сергеевич).

### Послевоенное время
18 октября 1945 года распоряжением Совета Народных Комиссаров создаётся Научно-исследовательский институт постоянного тока (НИИПТ) и опытный завод при нём. Место размещения — посёлок Подберезье. Институт и опытный завод должны были работать над проектом "Эльба".  20 октября 1946 г. НИИПТ переводится в Москву.  

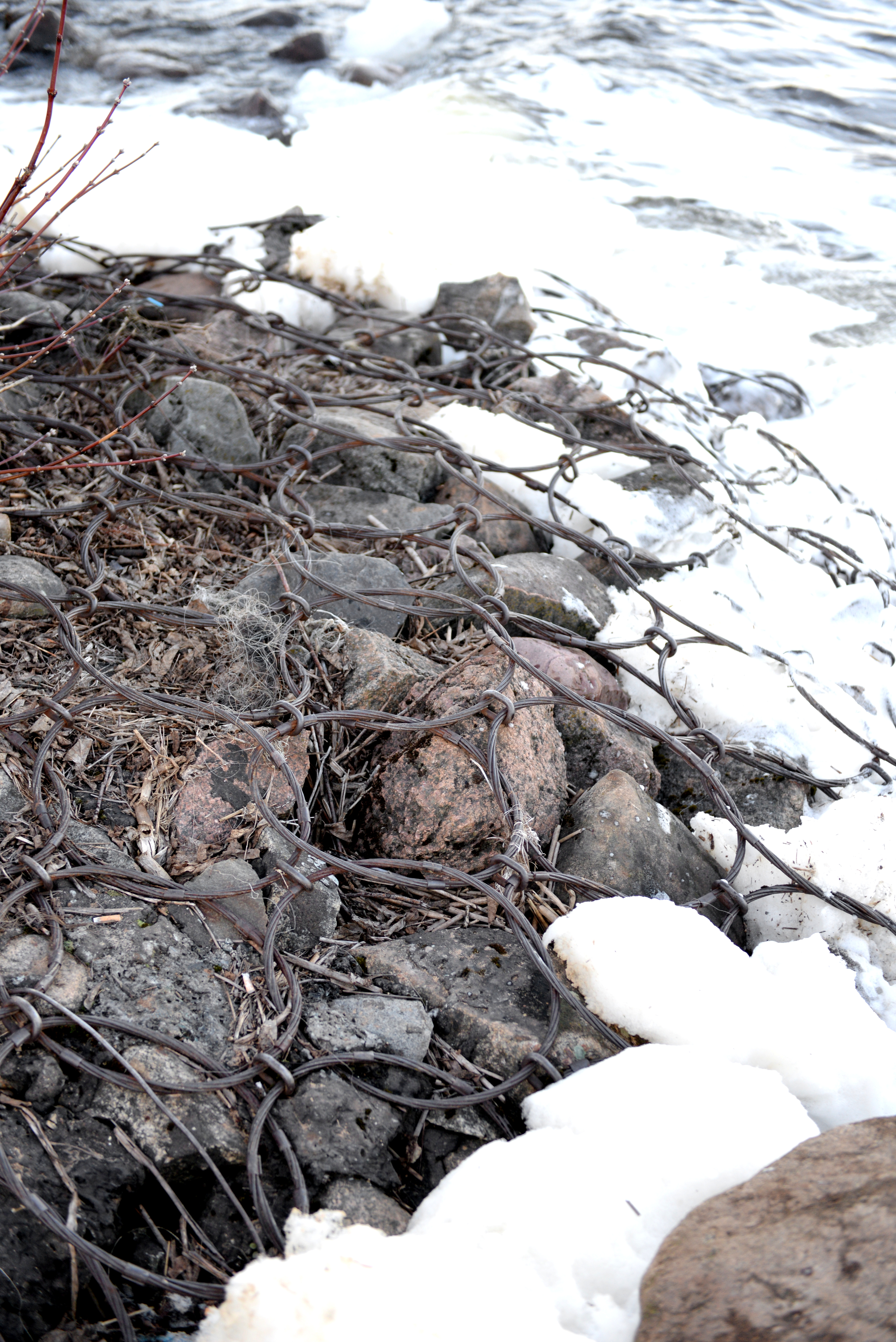
Противоторпедные сети, сохранившиеся с 1943 года и используемые в настоящее время для укрепления берега от размыва.

В октябре 1946 года из Германии с фирм «Юнкерс» и «Зибель» в левобережную часть Иваньково  прибывают около пятисот немецких специалистов (с учётом семей - более полутора тысяч человек). Их пребывание продлится до 1953 года. Среди немцев место их проживания было принято называть - Подберезье.
Рабочий поселок Иваньково, состоявший из левобережной и правобережной частей, существует вплоть до 22 сентября 1956 года, когда его правобережная часть — Большая Волга, в соответствии с указом президиума Верховного Совета РСФСР № 751/21 «О расширении черты города Дубно Калининской области и его передаче в состав Московской области», была включена в состав созданного 24 июля 1956 г. города Дубно (указ президиума Верховного Совета РСФСР № 762/14 «О преобразовании рабочего поселка Дубно Калининской области в город областного подчинения»).
20 февраля 1958 года указом президиума Верховного Совета РСФСР рабочий поселок Иваньково был передан из Калининской области в состав Московской области.
4 марта 1958 года Исполнительный комитет Московского областного совета депутатов трудящихся принял решение включить рабочий поселок Иваньково в черту города Дубна.
28 апреля 1958 года Исполнительный комитет Московского областного совета депутатов трудящихся отменил свое предыдущее решение от 4 марта 1958 года.
22 мая 1958 года указом президиума Верховного Совета РСФСР рабочий поселок Иваньково преобразован в город областного подчинения с сохранением за ним прежнего наименования. Этим же указом населенный пункт Большая Волга был выведен из состава города Дубна и присоединен к городу Иваньково.
13 декабря 1960 года указом президиума Верховного Совета РСФСР № 731/16 «Об объединении городов Дубны и Иваньково Московской области» города Дубна и Иваньково были объединены в один города Дубна.
В 1959 году население города составляло 18 617 человек.

## Известные личности, связанные с Иваньково
- Четвериков Игорь Вячеславович
- Руденко Яков Кузьмич
- Голубков Александр Петрович
- Горбунов Владимир Петрович
- Березняк Александр Яковлевич
- Гальперин Марк Нафтальевич
- Павлов Валерий Агеевич, лауреат Ленинской премии.
- Терентьев Гурий Никитич
- Брунольф Бааде
- Хайнц Рессинг
- Ханс Вокке
- Зигфрид Гюнтер
- Цыбин Павел Владимирович
- Шавров Вадим Борисович